# Sonata para violín n.º 2 (Ravel)

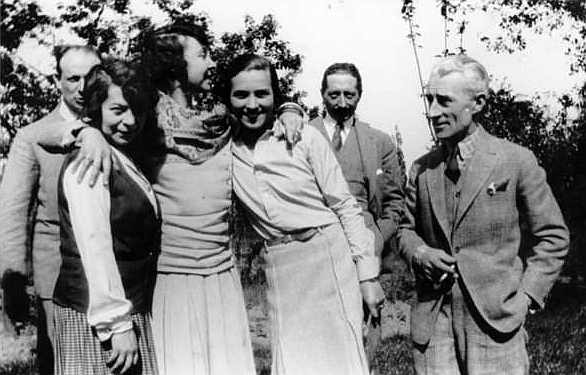
De izquierda a derecha: Hélène Jourdan-Morhange (1888-1961), Madeleine Grey (1896-1979), Germaine Malançon y Maurice Ravel (1875-1937).Nota: Germaine Malançon: 1er matrimonio con Gaston Bergery (1892-1974); 2do matrimonio con Georges Boris (1888-1960).

La Sonata para violín n.º 2 en sol mayor es una pieza para violín y piano compuesta por Maurice Ravel entre 1923 y 1927. La obra tiene una inspiración de música estadounidense de jazz y de blues.

## Historia
Parte de la obra musical de Ravel es una importante contribución al repertorio violinístico. Cada una de esas piezas es una inspiración de géneros únicos, además de que dicho repertorio demanda al ejecutante cierta complejidad técnica, sensibilidad y habilidad interpretativa para los diferentes estilos propuestos por el compositor. Algunas dificultades de estas piezas reflejan la exploración que hizo Ravel del instrumento creando diferentes colores y sonoridades con diferentes técnicas como pizzicatos, armónicos, glisandos, ricochet, etc. Y de igual manera el tratamineto que da al violín para conferirle tanto el papel de instrumento solista como el de acompañante.
Esta sonata para violín y piano fue de los últimos trabajos escritos por Ravel en el año de 1923, teniendo algunos bocetos anteriores; su estilo compositivo para dichos instrumentos fue determinante. La obra finalizó En el año de 1927, mismo año en que Ravel comenzó a escribir “Tzigane” entre otras obras.
Para Tzigane, Ravel pidió algunas orientaciones técnicas del instrumento a la violinista Helene Jourdan-Morhange para ver qué posibilidad había de ejecutar ciertos pasajes y de igual forma le pedía sugerencias sobre fraseo, uso del arco y digitaciones; y aunque ella fue la escogida para ser la primera en estrenar la obra, fue imposible al reumatismo que padeció, mismo que terminó con su carrera. A pesar de ello Ravel decidió dedicarle la obra diciéndole “No será difícil y no te esguinsarás tu muñeca”. La sonata fue estrenada en el año el 30 de mayo de 1927 interpretada por el violinista Georges Enescu y Ravel al piano, la obra tuvo gran impacto para los críticos quienes centraron su atención en el carácter.
Ravel pensaba que estos dos instrumentos eran “incompatibles” y lejanos de equilibrar sus contrastes, y aunque ambos eran de cuerdas eran muy diferentes; mientras el piano martillaba la cuerda, su sonido se iba extinguiendo a diferencia del violín puede perdurar el sonido por más tiempo e incluso puede variar el timbre y de igual forma tiene la capacidad de deslizarse por el instrumento con un sonido continuo. Así pues dicha sonata refleja esa incompatibilidad que menciona el compositor y explota los recursos de cada instrumento.
En su gira por Estados Unidos en 1928, utilizó este movimiento blues para tratar de convencer a los críticos de que el jazz era el camino a seguir para la música estadounidense, y no podía entender por qué insistían en considerarlo irrespetuoso. Posiblemente fueron conscientes de la resaca del dolor en el movimiento. Si es así, el implacable final solo confirmó que este no era un trabajo típico de los Silly Twenties. Una versión anterior de este movimiento había sido más lírica pero, según Ravel, no era adecuada para el trabajo ... y así terminó en el fuego. El público estadounidense no sabía que Ravel les estaba haciendo un cumplido al emular a Edgar Allan Poe, quien escribió sobre el clímax de su poema El cuervo: "Si hubiera podido, en la composición posterior, construir estrofas más vigorosas, deberían, sin escrúpulos, haberlos debilitado a propósito, para no interferir con el efecto climatérico.

## Forma
La sonata esta en la tonalidad de sol y consta de tres movimientos Rápido- Lento- Rápido y cabe mencionar que el último movimiento es una reiteración de temas de los dos primeros movimientos. Ravel busca en esta sonata volver al estilo de las sonatas de Bach para violín y piano donde el estilo compositivo es tratado contrapuntísticamente, es decir cada mano es independiente.

### Movimientos
- I. Allegretto
- II. Blues
- III. Perpetuo mobile

#### I. Allegretto
Consiste en un tema melódico que está en modo lidio y que es presentado por el piano, de forma simple y va teniendo un tratamiento parecido al de una fuga; mientas es acompañado por diferentes motivos rítmicos del violín que van variando y enfatizando el movimiento y a su vez expandiendo la textura, siendo el violín el instrumento de “acompañamiento” por su fraseo y grandes líneas melódicas. Enseguida se rompe el tema con una modulación hacia re dórico muy opuesto al tema anterior y de ahí van emergiendo nuevos motivos que irán desarrollándose ahora durante el movimiento. Mientras la melodía sigue desarrollándose la textura se expande ahora a tres voces que es introducida por la mano izquierda del piano que posteriormente será imitada por el violín y presentándola cada vez en tonalidades diferentes. En tan solo esos primeros compases, Ravel ya ha presentado una extensa cantidad de motivos secundarios y que es un poco difícil de captar por el oyente en un periodo tan corto de tiempo aunque Ravel fue muy cuidadoso al presentar el tema inicial de manera independiente. El último motivo de este movimiento consiste en octavas disminuidas consecutivas que suenan claramente a séptimas que son presentadas por ambos instrumentos ya que Ravel pensó en la dificultad de ejecución en el violín y haciendo el piano un unísono. En la recapitulación, la melodía se presenta ahora con el violín con un carácter un tanto más relajado y con un pulso diferente al inicial que continuará hasta el final de la pieza, mientras el piano va fragmentando cada vez más dicha melodía hasta quedar reducida en cuatro notas y finalmente el primer motivo es presentado justo como al inicio del movimiento.

#### II. Blues
Muestra claramente el estilo de blues, que es único en la forma sonata, y del que se puede decir que es una colección de varios estilos clásicos y populares. Ravel solía frecuentar clubs en los que había bandas de jazz, y en ellos quedó impresionado por su “aterrador virtuosismo”; se puede decir que dicho movimiento estuvo fuertemente influenciado por el saxofonista Sídney Bechet quien escucho tocar con “Marion Cook´s Southern Syncopated Orchestra“ en París en 1919. Ravel anticipó su estilo de jazz en la sonata tomando un extracto de la ópera “L´enfant et les sortilegios”, además en su obra pianística incluirá más adelante elementos del jazz.
Ravel quiso captar la esencia que él escuchó e incorporarla a su estilo plasmando una atmósfera de nostalgia y melancolía en dicho movimiento el cual se puede apreciar en los ritmos insistentes en la repetición de acordes y los glosadnos del violín. El movimiento comienza con una serie de ritmos sobre la tónica, subdominante y dominante que es típica en la armonía del blues, tocadas por el violín con pizzicatos simulando una guitarra; al igual que los ritmos sincopados y sus escalas características del estilo además que intenta darle diferentes colores tanto al piano como al violín como si fueran otros instrumentos. Posteriormente en piano entrará en otro tono creando la primera bitonalidad, haciendo un pedal que emula a un trombón que toca en una banda de jazz
La estructura del movimiento es A-A-B-A-(C-D-C)-A/C-C-A y en la mayor parte del movimiento el tema es presentado por el violín en el tono de sol mayor, mientras que el final ambos instrumentos tienen el tema que además llevan diferentes motivos rítmicos teniendo cada uno su importancia. El tema principal se va reiterando varias veces en el transcurso del movimiento con acordes de séptima, novena, acordes aumentados y disminuidos que son propios del estilo. Más adelante hay un “segundo episodio” donde el violín ahora toca de manera rasgueada acordes, el piano va presentando un nuevo tema teniendo ahora el papel más importante por medio de algunos acordes al estilo ragtime. En el transcurso del movimiento ambos instrumentos irán intercambiando la melodía hasta llegar al final del movimiento donde ambos comparten la melodía que es intensificado por el violín haciendo un portato y finalizará con unos glisandos terminando ambos instrumentos con el tema inicial.

#### III. Pepetuo mobile
Escrito en sol mayor, es un resumen de los dos movimientos anteriores. Al ser escrito, Ravel pensó que era muy similar al primer movimiento y de inmediato lo descartó. Después de una breve introducción, el violín comienza haciendo acordes de sextas, mismas que persistirán hasta el final del movimiento de manera insistente tal como el Bolero; mientras que el papel del piano será diferente, tocará acordes consecutivos independientes al tema del violín. Es importante mencionar el uso frecuente de intervalos de séptima mayor y de quintas justas y el ritmo rápido y constante y el violín tomará un papel de acompañante. A lo largo del movimiento irá retomando algunos motivos melódicos de los movimientos anteriores haciéndole pequeñas variaciones rítmicas y pasando por diferentes tonalidades del círculo armónico. El movimiento terminará con una cadencia extendida y un acorde de sol mayor que también será extendido.